# Max Herzele
Max Herzele (* 13. Mai 1911 in Triest; † 22. Juli 1989 in Klagenfurt) war ein österreichischer Politiker (VdU) und Kaufmann. Er war von 1953 bis 1956 Abgeordneter zum Nationalrat.
Herzele besuchte nach der Volksschule eine Mittelschule und studierte an der Hochschule für Welthandel in Wien. In der Folge war er beruflich als Kaufmann tätig. Er engagierte sich politisch als Landesvorsitzender der Aktion zur politischen Erneuerung und vertrat den Verband der Unabhängigen bzw. die Wahlpartei der Unabhängigen zwischen dem 18. März 1953 und dem 8. Juni 1956 im Nationalrat. 